# Crossosomataceae
Crossosomataceae, biljna porodica u redu Crossosomatales. I red i porodica dobili su ime po rodu Crossosoma. Ukupno najmanje osam vrsta u četiri roda koja su rasprostranjena po zapadnim predjelimaq SAD–a i sjevernog Meksika.

## Opis
Crossosomataceae je porodica koja sadrži četiri roda kseromorfnih grmova koji rastu na riolitu (silikatni mineral koji se sastoji od manjih kristala kao što su kvarc, biotit i sanidin) u jugozapadnom dijelu Sjedinjenih Država i susjednoj regiji Meksika. Porodica je prilagođena visokim temperaturama, sušnim uvjetima i nutritivno manjkavim tlima razvojem žilavih, smanjenih listova i fotosintezom C4. Biljke, koje su lokalno poznate kao “rockflower”, “apachebush” i “greasebush”, nisu poznate u uzgoju niti imaju bilo kakvu veliku gospodarsku važnost.

## Rodovi
1. Genus Apacheria
2. Genus Crossosoma
3. Genus Glossopetalon
4. Genus Velascoa